# 트레이터 (2016년 영화)
《우리들의 반역자》(영어: Our Kind of Traitor)는 2016년 영국의 첩보 스릴러 영화이다. 스파이 소설가 존 러카레이의 소설 《우리들의 반역자》에 기초하여, 수재나 화이트가 연출하고 호세인 아미니가 각색하였다. 이완 맥그리거, 나오미 해리스, 스텔란 스카르스고르드, 데이미언 루이스, 알리치아 폰리트베르크가 출연한다.

## 출연진
- 이완 맥그리거 - 페러그린 "페리" 메이크피스
- 나오미 해리스 - 게일 퍼킨스
- 스텔란 스카르스고르드 - 에밀리오 델오로
- 데이미언 루이스 - 헥터
- 칼리드 압달라 - 루크
- 벨리보르 토피치 - 대니얼
- 알리치아 폰리트베르크 - 나타샤
- 마크 게이티스 - 빌리 매틀록
- 마크 스탠리 - 올리
- 제러미 노섬 - 오브리 롱리그
- 그리고리 도브리긴 - 왕자
- 마레크 오바레크 - 안드레이